# Guido von List
Guido Karl Anton List, lepiej znany jako Guido von List (ur. 5 października 1848 w Wiedniu, zm. 17 maja 1919 w Berlinie) – austriacki pisarz, jeden z prekursorów idei będących okultystycznymi źródłami nazizmu.

## Życiorys
Jako pierwszy połączył w swoich pismach ideologię volkistowską z okultyzmem i teozofią. Był również twórcą i głosicielem wczesnej odmiany rodzimowierstwa germańskiego, którą określał mianem „wotanizm”.
Uważa się go za twórcę ariozofii. W swoich pismach propagował znaleziony w starożytnych pismach indyjskich symbol swastyki. Uważał swastykę za symbol "germańskiego herosa". Dokonał interpretacji pisma runicznego. Założyciel (1911) Zakonu Armanów. Uznając siebie za przedstawiciela aryjskiej rasy panów Guido List dodał do swojego nazwiska szlachecki przydomek von. Jego uczniem był Jozeph Lanz, który również dodał do swojego nazwiska przydomek von. Spotkało się to z poparciem ze strony Guido von Lista, który dodatkowo wydrukował mu zmyślone drzewo genealogiczne, mające ukryć jego żydowskie korzenie ze strony matki.

## Publikacje
- Carnuntu (1888)
- Niemieckie pejzaże mitologiczne (1891)
- Chrzest Walkirii (1895)
- Nadejście Ostary (1896)
- Przesilenie letnie – misterium ognia (1901)
- Heliotrop, bajkowy dramat (1901)
- Opowieści mandragory (1903)
- Tajemnice run (1908)
- Przejście od wotanizmu do chrześcijaństwa (1908)
- Nazwy plemion Germanii i ich znaczenie (1909)
- Rytuały ariogermańskie (1909)[5]
- Pismo ideograficzne Ariogermanów (1910)[6]
- Protojęzyk Ariogermanów (1914)[6]